# ГЕС Голен-Гол
ГЕС Голен-Гол (Golen Gol) — гідроелектростанція на півночі Пакистану. Використовує ресурс із річки Голен-Гол, лівої притоки Кунару, який, своєю чергою, є лівою притокою Кабулу (впадає праворуч до Інду).
У межах проєкту річку перекрили водозабірною греблею висотою 12 метрів, яка спрямовує ресурс до прокладеного під лівобережним гірським масивом дериваційного тунелю довжиною 3,8 км з діаметром 3,7 метра. Він виводить до машинного залу, спорудженого вже на лівому березі Кунару одразу після впадіння Голен-Гола. На завершальному етапі ресурс проходить через напірну шахту довжиною 390 метрів та напірний тунель довжиною 0,55 км.
Основне обладнання станції становлять три турбіни типу Пелтон потужністю по 36 МВт, які працюють при напорі 423 метри та забезпечують виробництво 442 млн кВт·год електроенергії на рік.
Видача продукції відбувається по ЛЕП, розрахованій на роботу під напругою 132 кВ.